# Paterno Calabro
Paterno Calabro är en ort och kommun i provinsen Cosenza i regionen Kalabrien i Italien. Kommunen hade 1 408 invånare (2018).